# Haustruppen der Savoyer

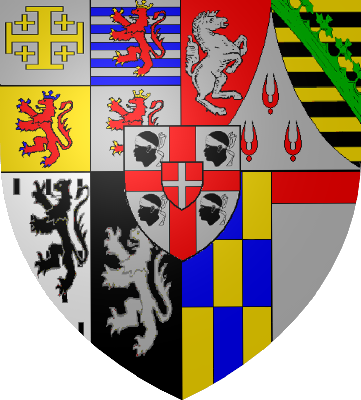
Wappen des Hauses Savoyen von 1720

Die Geschichte der Haustruppen der Savoyer umfasst einen Zeitraum von fünf Jahrhunderten. In der Nachfolge dieser Haustruppen stehen die Corazzieri, die Leibgarde des italienischen Staatspräsidenten.

## Geschichte
Die Stammlande der Grafen und Herzöge des Hauses Savoyen lagen zu beiden Seiten der Westalpen, in Savoyen und im Piemont. Seit 1720 waren sie auch Könige von Sardinien, von 1861 bis 1946 von Italien.

### Formationsgeschichte
Aus dem 14. Jahrhundert ist die Existenz einer Bogenschützen- oder Arcièren-Garde Amadeus’ VII. von Savoyen überliefert, die für den Schutz des Herrschaftssitzes verantwortlich war. Offizielle Residenzstadt war damals Chambéry, ab 1563 dann Turin. Auch unter Emanuel Philibert von Savoyen, der ab 1560 unter anderem das Militärwesen in seinem Herzogtum neu ordnete, bildete die (berittene) Arcièren-Kompanie den Stamm seiner Haustruppe (Guardia Ducale). Zu ihr kam 1560 eine Kompanie Arkebusierreiter und von 1567 bis 1573 eine weitere berittene Kompanie. An die Stelle der letzteren Einheit trat 1579 eine Kompanie Schweizergarden. Die Arcièren-Garde diente als Eskorte des Herrschers, die Arkebusiere (und Hellebardiere) schützten die Innenräume der Herrschaftssitze, die Schweizergarden den Außenbereich. In ihrem jeweiligen Zuständigkeitsbereich übernahmen diese Kompanien vorwiegend Repräsentanzaufgaben, im Feld bei Bedarf auch militärische Aufgaben. Sie unterstanden dem Generaloberst der Garde.
Unter dem ambitionierten Karl Emanuel I. wurde die Schweizergarde zeitweise wesentlich verstärkt. Darüber hinaus stellte er eine herzögliche Garde-Kürassier-Kompanie (Corazze del Duca), sowie zwei weitere Kompanien Arkebusierreiter auf.
Viktor Amadeus II. baute die Haustruppen 1685 radikal um. An Stelle der alten Kompanien entstanden vier Kompanien der Garde du Corps (die erste Kompanie war die alte Arcièren-Garde) und eine Kompanie Garde de la porte oder „Türwache“ (die ehemaligen Arkebusiere). Hinzu kam die Schweizergarde. 
Größere Veränderungen brachte das Jahr 1710. Aufgestellt wurde eine Kompanie Jagdaufseher zum Schutz der Hofjagdreviere, aufgelöst wurden hingegen die dritte und vierte Kompanie der Garde du Corps. Als Viktor Amadeus 1713 mit dem Frieden von Utrecht die Krone Siziliens erhielt, stellte er die dritte Kompanie mit sizilianischem und piemontesischem Personal wieder auf. 1720 musste er Sizilien gegen Sardinien tauschen, weswegen die dritte Kompanie dann nur mehr aus Piemontesen bestand. Im Gegenzug entstand auf Sardinien 1722 für den dortigen Vizekönig eine Kompanie Hellebardiere. Bis zum Italienfeldzug Napoleon Bonapartes und dem Rückzug Karl Emanuels IV. nach Sardinien bestanden die Haustruppen aus:
- 3 Kompanien Garde du Corps zu Pferde
- 2 Kompanien Garde de la porte
- 1 Kompanie Schweizergardisten
- 1 Kompanie Jagdaufseher
- 1 Kompanie Hellebardiere auf Sardinien.

1814 wurden sie in dieser Form von Viktor Emanuel I. wieder hergestellt und 1815, nach dem Anschluss der ehemaligen Republik Genua, um eine weitere Leibgardekompanie verstärkt. Das Personal der vier Leibgardekompanien stammte aus Savoyen (1.), dem Piemont (2.), aus Sardinien (3.) und Ligurien (4.). Sie hatten jeweils sechs Offiziere, zehn Unteroffiziere 51 Mannschaften und 50 Pferde.
Im Jahr 1814 wurden auch die Carabinieri als militärische Polizeitruppe gegründet. In der militärischen Reihenfolge standen sie vor allen anderen Waffengattungen und unmittelbar nach den Haustruppen. Im Lauf der Zeit übernahmen Einheiten der Carabinieri schrittweise die Aufgaben der Haustruppen, die bis 1870 ganz aufgelöst wurden.
Karl Alberts umfassende Heeresreform betraf auch die Haustruppen. 1831 wurde die Schweizergarde aufgelöst, sowie eine der beiden Kompanien der Palastwache (Garde de la porte) und drei von vier Leibgardekompanien. Im Zug der Gleichstellung Sardiniens mit den Festlandbesitzungen und der Abschaffung des Vizekönigtums löste Viktor Emanuel II. 1849 die Hellebardierkompanie auf Sardinien und kurz danach auch die Jagdaufseherkompanie auf. Die verbliebene Leibgardekompanie blieb als Ehrengarde in Turin und verlor alle übrigen militärischen Aufgaben. Im Zug der Einigung Italiens entstand in Neapel vorübergehend eine weitere Leibgardekompanie. Am 1. September 1867 wurde die Turiner Leibgardekompanie ersatzlos gestrichen, nachdem die Hauptstadt nach Florenz verlegt worden war. Die endgültige Auflösung aller verbliebenen alten Leib- und Palastgarden erfolgte am 1. Februar 1870.
Anlässlich der Hochzeit von Kronprinz Umberto und Margarethe von Savoyen wurde am 7. Februar 1868 in Florenz eine Ehreneskorte der Carabinieri zusammengestellt, die danach als Königliche Ehrengarde in Rom bestehen blieb und somit die Aufgaben der ehemaligen Haustruppen übernahm. 1946 wurde die Ehrengarde von der Republik übernommen. Sie trägt heute den Namen Corazzieri, in Anlehnung an die ehemalige Garde-Kürassier-Kompanie des 17. Jahrhunderts.

### Einsatzgeschichte
Die jeweils zur Begleitung des Herzogs oder Königs vorgesehenen Einheiten der Haustruppen zeichneten sich in verschiedenen Feldzügen aus, erstmals 1557 unter Emanuel Philibert in der Schlacht bei Saint-Quentin, bei den Belagerungen von Mons (1590) und Genf (1602) sowie bei dem Feldzug in der Provence (1607). 1672 nahmen an dem Feldzug gegen Genua mit Ausnahme der Kürassierkompanie und der Schweizergarde alle Einheiten der Haustruppen teil. Viktor Amadeus II. schloss sich von 1686 bis 1689 gezwungenermaßen der von den Franzosen begonnenen Verfolgung der Waldenser an, bei der auch die Leibgardekompanien eingesetzt wurden. Bei den nachfolgenden verlustreichen Kämpfen gegen Frankreich kämpfte die Leibgarde 1690 bei Staffarda, Carmagnola und 1693 bei Orbassano. 1706 stand die Leibgarde in der Schlacht bei Turin wiederum an vorderster Front und hatte damit Anteil an der Befreiung der Stadt. Zu den letzten bedeutenden Kampfeinsätzen der Haustruppen kam es im Polnischen Thronfolgekrieg und im Österreichischen Erbfolgekrieg, nicht zuletzt weil Karl Emanuel III. seine Truppen persönlich zu führen pflegte.